# Marquês de Baux
Marquês de Baux (em francês:  Marquis des Baux) é um dos muitos títulos do príncipe herdeiro de Mônaco, e é geralmente dado ao filho mais velho do príncipe reinante. É um título que é dado tradicionalmente ao herdeiro do Principado de Mônaco. É o equivalente aos títulos do herdeiro de outras monarquias como Príncipe de Gales, Príncipe de Orange, Príncipe das Astúrias. Foi originalmente associado com a cidade de Les Baux de Provence, mas depois perdeu a sua autoridade administrativa, quando o controle da cidade reverteu para França.

## Lista de marqueses de Baux
Com a exceção da princesa Charlotte, estilo como SAS a princesa Charlotte, o Marquês de Baux é oficialmente denominado como SAS Príncipe Herdeiro do Mônaco ou SAS Princesa Herdeira de Mônaco durante seu período como marquês ou marquesa. 
- Antônio I de Mônaco, Marquês de Baux
- Honorato III, Príncipe do Mônaco
- Honorato IV, Príncipe de Mônaco
- Honorato V, Príncipe de Mônaco
- Florestan I, Príncipe do Mónaco, 16 de fevereiro de 1819 - 2 de outubro de 1841
- Carlos III, Príncipe do Mónaco, 2 de outubro de 1841 - 20 de junho de 1856
- Alberto I, Príncipe do Mónaco, 20 de junho de 1856 - 10 de setembro de 1889
- Luís II, Príncipe do Mônaco, 10 de setembro de 1889 - 1922
- Princesa Charlotte, Marquesa de Baux, 1922 - 30 de maio de 1944
- Rainier III, Príncipe de Mônaco, 30 de maio de 1944 - 1949
- Alberto II, Príncipe de Mônaco, 14 de maio de 1958 - 10 de dezembro de 2014
- Jaime, Príncipe Herdeiro do Mónaco, 10 de dezembro de 2014[1] - presente